# Teoria samorództwa
Abiogeneza, samorództwo (łac. generatio spontea, dosł.: samorzutne powstawanie – nazwa nadana przez Arystotelesa) – teoria, według której żywe organizmy powstały z materii nieożywionej.
Współcześnie termin „abiogeneza” używany jest zamiennie z „biogenezą” głównie w kontekście powstania pierwszych żywych organizmów na Ziemi. Wcześniejsze znaczenie tego terminu (tzw. „abiogeneza arystotelesowska”) określało powstawanie w pełni uformowanych organizmów (także organizmów wyższych jak np. myszy i szczury) z rozkładających się lub gnijących materiałów organicznych i jako takie zostało wykluczone eksperymentalnie.

## Historia badań
Arystoteles twierdził, że abiogeneza jest obserwowalnym faktem (np. myszy powstające z brudnego siana, szczury ze szmatek, mszyce z rosy opadającej na rośliny, pchły z gnijącej materii, muchy z mięsa itd.).
Pierwszym krokiem obalającym teorie arystotelowskiej abiogenezy było wykazanie przez Włocha Francesco Rediego w 1668, że robaki obserwowane w gnijącym mięsie nie powstają samoistnie. Redi zamknął kawałki mięsa w klatkach z gęstej drucianej siatki uniemożliwiając muchom złożenie jaj.
Począwszy od XVII wieku stopniowo wykazywano, że przynajmniej jeśli chodzi o organizmy wyższe czy też organizmy widoczne dla oka, abiogeneza nie zachodzi. Zamiast niej zaczęto przyjmować teorię omne vivum ex ovo, łac. „wszystko, co żywe (wywodzi się) z jaja”, lecz jeszcze w połowie XIX wieku pokutowało przekonanie o samorództwie ropuch i węgorzy. Dopiero Louis Pasteur stwierdził, że samorództwo nie istnieje nawet w przypadku bakterii.
Kluczowe zdarzenia w obaleniu arystotelesowskiej abiogenezy i tym samym uargumentowaniu jej nowszej wersji:
- 1675 – badania pionierki entomologii Marii Sybilli Merian przyczyniły się do wyjaśnienia cyklu rozwojowego owadów, ukazując rozwój motyli od gąsienicy przez przeobrażenie do poczwarki oraz dokumentując dietę gąsienic,
- 1683 – odkrycie bakterii przez Antoniego van Leeuwenhoeka,
- 1768 – wykazanie przez Lazzaro Spallanzaniego, że bakterie przenoszone są przez powietrze[1],
- 1822-1895 – eksperymenty Pasteura obalają abiogenezę arystotelesowską[1],
- 1953 – eksperyment Millera-Ureya, w którym z mieszaniny wody, metanu, amoniaku oraz wodoru zostają wytworzone aminokwasy.

Najstarsze ślady (w postaci biogennego węgla) życia na Ziemi mogą mieć nawet 4,1 mld lat.

## Przeciwnicy
Przeciwnicy abiotycznej syntezy różnych związków organicznych na Ziemi wywodzą się z różnych, nierzadko całkowicie odmiennych środowisk. Do grupy tej należą nie tylko zwolennicy koncepcji inteligentnego projektu (np. Henry F. Schaefer, III), ale także agnostycy i ateiści: np. Francis Crick i Fred Hoyle. Obaj byli za panspermią, gdyż według nich,  zbyt mało prawdopodobne jest przypadkowe łączenie się aminokwasów w białka: według Francisa Cricka – prawdopodobieństwo takie wynosi 1 na 10260, według Freda Hoyla – 1 na 1040000. 